# Undersköterska

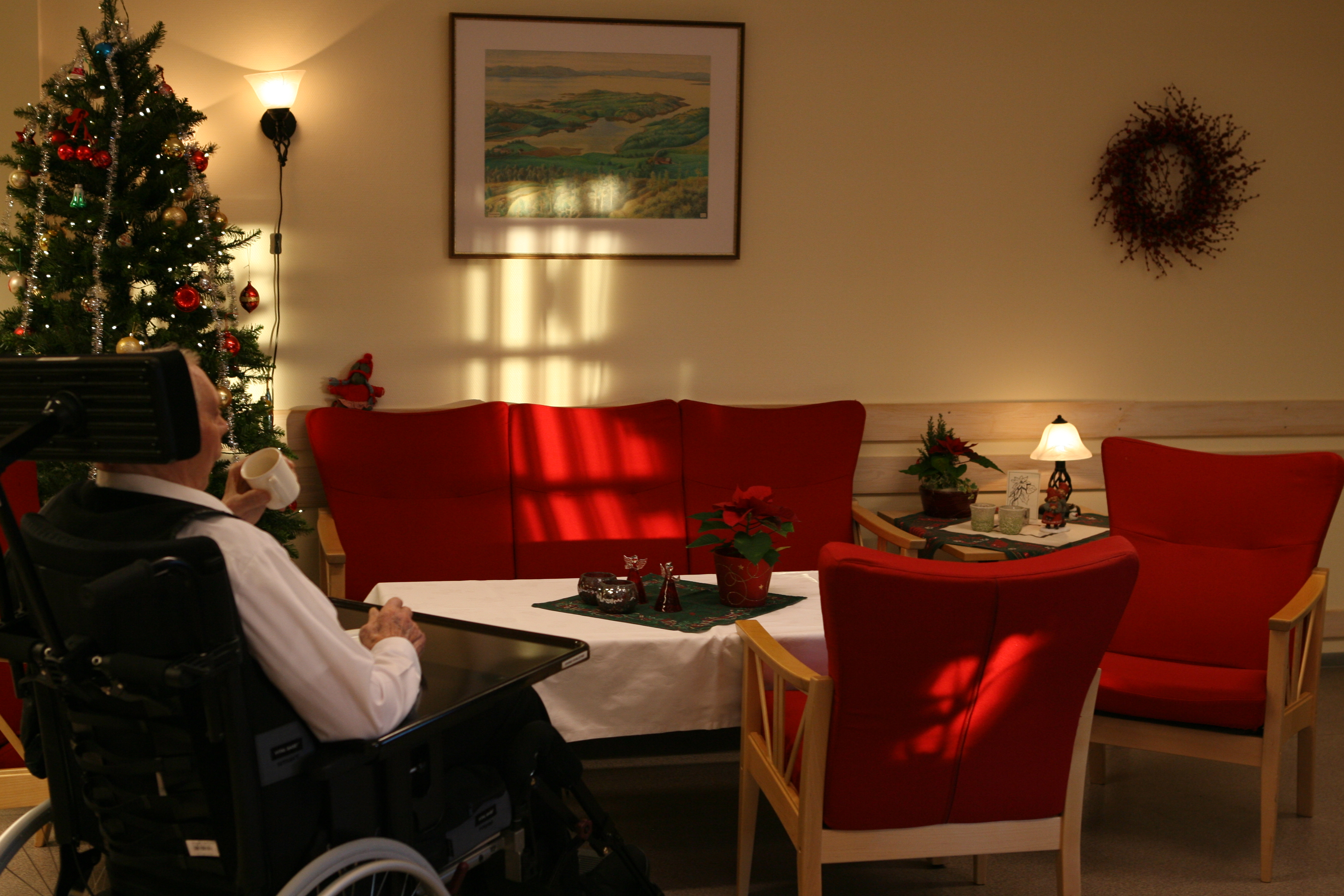
Undersköterskor arbetar bland annat på äldreboende.

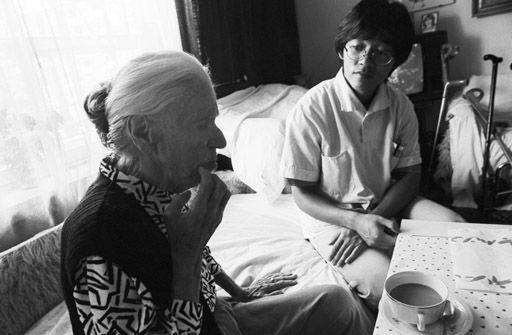
Äldreomsorg i München, 1996. Omsorgsarbete kan involvera såväl fysiska som känslomässiga handlingar i form av tillsyn, omvårdnad, omtänksamhet och uppmärksamhet.

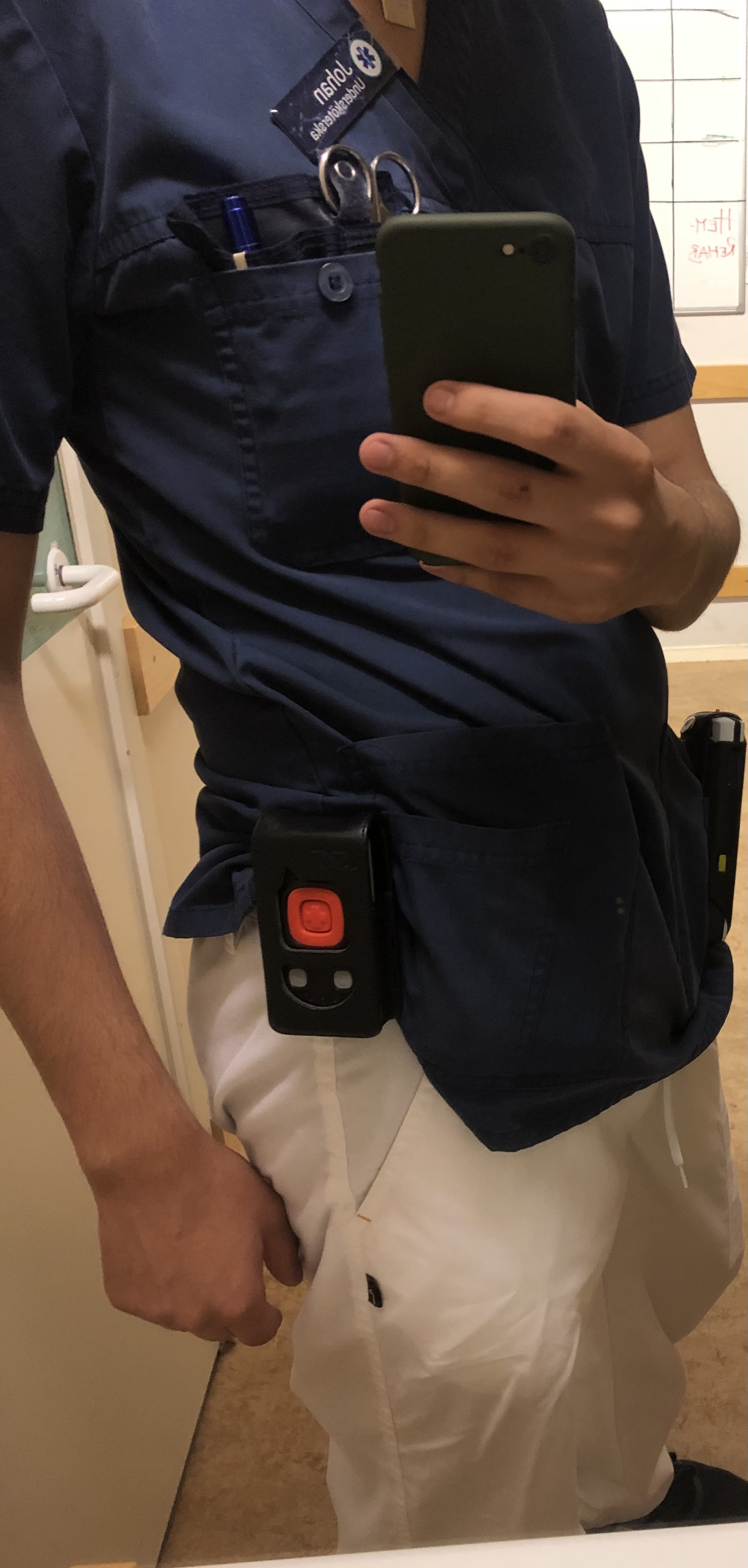
Undersköterska i hemsjukvården med bärbart överfallslarm med inbyggd GPS och telefon för medlyssning placerad på höften.

Undersköterska, förkortat usk, är i Sverige en person som arbetar med praktisk omvårdnad inom sjukvård, hemsjukvård, äldreomsorg och hemtjänst. Internationellt finns motsvarigheter i form av vårdpersonal med mindre omfattande vårdutbildning än en sjuksköterska. Under 1960-talet skedde en stor och snabb expansion av vården vilket ökade behovet av vårdpersonal. Sjuksköterskan förflyttades till expeditioner och undersköterskor utförde det mesta av själva omvårdnaden.
Undersköterska avser en person som genomgått gymnasieskolans nationella vård- och omsorgsprogram eller liknande och/eller äldre utbildning via exempelvis landstinget. Från och med 1 juli 2023 blev undersköterska en skyddad yrkestitel, efter att Regeringen Löfven II lagt fram en proposition som godkänts av riksdagen.
Under en längre tid fanns i svensk sjukvård yrkeskategorierna undersköterska och sjukvårdsbiträde. Båda yrkeskategorierna arbetade med praktisk omvårdnad, men undersköterskan hade mer utbildning eller erfarenhet och utförde även något mer avancerade arbetsuppgifter. Under 1990-talet började dock en utfasning av sjukvårdsbiträdena (som funnits sedan 1930-talet). Titeln vårdbiträde existerar dock fortfarande i begränsad utsträckning och används om outbildad personal inom sjukvård, hemtjänst och äldreomsorg som till viss del utför samma sysslor som undersköterskor.

## Arbetsuppgifter
Arbetsuppgifterna för undersköterskor är inte preciserade och skiljer sig beroende på om personen arbetar inom sjukvård, hemsjukvård, LSS, ambulans, äldreomsorg eller hemtjänst. Arbetsuppgifterna kan omfatta att bädda sängar, tvätta patienter, dela ut mat, hjälpa till vid toalettbesök, hålla motiverande samtal, sätta kateter, ta temperatur, puls, blodtryck, EKG och diverse provtagning, däribland blodprover. Således omfattar arbetsuppgifterna personnära vård och omsorg, även kallad omvårdnad. Andra medicinska arbetsuppgifter kan innebära olika typer av sårvård; undersköterskor på tex kirurgavdelningar blir ofta internutbildade på relativt avancerade  såromläggningar inklusive användning av vacuumpumpar för bättre läkning av svårbehandlade sår. 
En undersköterska är ej utbildad eller behörig att hantera eller administrera läkemedel, men kan i vissa fall få en begränsad möjlighet att dela ut  läkemedel, inklusive injektioner och sondmat, specifikt för en viss arbetsplats. Den undersköterskan har då fått en internutbildning på den arbetsplatsen, visat kompetens och tilldelats en personlig delegering av en legitimerad sjuksköterska att hantera läkemedel för att underlätta arbetet och möta patienternas behov på den specifika arbetsplatsen. Delegeringen är personlig, behöver uppdateras regelbundet och följer ej med undersköterskan vid byte av arbetsplats. 
En undersköterska assisterar även vid vissa undersökningar och behandlingar, till exempel lumbalpunktion, operationer, vissa intratekala injektioner, benmärgspunktion och stamcellstransplantationer.

## Utbildning
Titeln undersköterska blev skyddad från och med juli 2023, vilket innebär att man måste genomgått en särskild utbildning samt ansöka om yrkesbevis från Socialstyrelsen för att få kalla sig själv för undersköterska. Gymnasieskolans utbildning vård- och omsorgsprogrammet eller motsvarande på komvux, yrkeshögskola eller via distansundervisning är utbildningar som oftast krävs av arbetsgivaren för att arbeta som undersköterska. Komvux, yrkeshögskolan, högskolor och distansskolor erbjuder även olika sorters påbyggnadsutbildningar. En vanlig vidareutbildning på eftergymnasial nivå för undersköterskor som bedrivs på yrkeshögskolan är olika inriktningar för att bli specialistundersköterska, exempelvis inom palliativ vård eller akutsjukvård.
Socialstyrelsen har gett ut allmänna råd angående vad myndigheten anser bör krävas för att ha kompetens att arbeta som vårdbiträde eller undersköterska i äldreomsorgen, "Grundläggande kunskaper hos personal som arbetar i socialtjänstens omsorg om äldre" och "Vägledning om kunskapsområden för specialiserade arbetsuppgifter inom äldreomsorgen".

## Skyddad yrkestitel
Hösten 2017 tillsatte regeringen Löfven en särskild utredning, med uppdraget att se över hur yrket undersköterska skulle kunna regleras. Utredningen, med titeln "Stärkt kompetens i vård och omsorg" (SOU 2019:20) presenterades den 29 april 2019. Utredningen föreslog bland annat en nationell standardisering av undersköterskeutbildningen, det vill säga att alla ska ha samma grundkunskaper för att kunna arbeta inom hälso- och sjukvård, äldreomsorg, psykiatri och funktionshinderomsorgen.    
Från och med 1 juli 2023 blev undersköterska en skyddad yrkestitel. Där med krävs de numera att alla som ska använda yrkestiteln undersköterska måste ansöka hos socialstyrelsen. Under en 10 års period kommer det dock finns några få undantagsregler för att få använda titeln undersköterska. En person som använder titeln undersköterska eller en titel som kan förväxlas med den skyddade titeln som inte ingår i undantagsreglerna eller har fått sitt yrkesbevis från Socialstyrelsen kan dömas till böter och få en prick i belastningsregistret. I de nordiska grannländerna har personer med motsvarande undersköterske kompetens en legitimation sedan flera år tillbaka.   
Sedan införandet av skyddad yrkestitel har det rått långa väntetider hos Socialstyrelsen för befintliga undersköterskor att kunna behålla sina titlar när de byter jobb.

## Statistik
Undersköterska är Sveriges vanligaste yrke. År 2016 fanns det 138 161 undersköterskor (benämnt som Undersköterskor, hemtjänst, hemsjukvård och äldreboende), varav 92 procent var kvinnor och 8 procent män. Enligt en prognos från 2015 över de kommande 20 åren beräknades det att det kommer saknas 160 000 undersköterskor inom äldreomsorgen år 2035. Enligt samma prognos beräknas tillgången på arbetskraft minska, eftersom för få väljer vård- och omsorgsutbildningen inom gymnasieskolan. Yrket är ett av de 20 yrken som inte kräver högskoleutbildning, där det rådde störst brist på arbetskraft år 2016.

## Facklig anslutning
Undersköterskor organiseras framför allt av LO-förbundet Kommunal. Åren 2017-2019 låg undersköterskornas fackliga organisationsgrad i intervallet 77-80 procent, varav i offentlig sektor (kommuner och regioner) 80-82 procent och i privat sektor 63-71 procent. Bland inrikes födda undersköterskor var organisationsgraden 80-82 procent och bland utrikes födda 69-79 procent. Åren 2001-2003 var cirka 92-93 procent av undersköterskorna fackligt anslutna. 